# Skurvogn
En skurvogn er, som navnet antyder, et skur med hjul, så det kan flyttes.
Oprindeligt har det bogstaveligt talt været et træskur på (rammen til) en vogn. Den moderne skurvogn er i dag en mobil letvogn, som er fremstillet af glasfiber og isoleret. Letvognen minder i opbygning om en firkantet campingvogn og indeholder for det meste både opholdsrum, køkken, bad og soverum.
Formålet med en skurvogn er at man på en midlertidig arbejdsplads jf. arbejdsmiljøloven skal have et sted hvor man i tørvejr kan vaske hænder og spise sin mad. Da dette ikke altid kan lade sig gøre med de faciliteter der er i forvejen (eksempelvis for skovarbejdere i skoven eller bygningsarbejdere i de første faser af et byggeri) vælger man ofte at opstille en eller flere skurvogne, skurcontainere eller skurpavilloner til arbejderne. Her har skurvognen den fordel at den kan spændes direkte efter et passende køretøj, hvorimod de andre typer skal flyttes med en lastbil med kran. Tidligere var mange skurvogne ikke indregistreret og måtte derfor kun flyttes med 30 km/t, eller på en lastbil som med skur på ladet må køre op til 80 km/t på motorvejen. I dag er der ofte tale om mobile enheder som er indregistreret og kan spændes efter de fleste kørertøjer.